# Фумеро (Сондрио)
Фумеро је насеље у Италији у округу Сондрио, региону Ломбардија.
Према процени из 2011. у насељу је живело 48 становника. Насеље се налази на надморској висини од 1495 м.